# Lijn C (metro van Praag)
Lijn C (de rode lijn) is een Praagse metrolijn tussen de stations Letňany en Háje via het stadscentrum. Het eerste deel van de lijn werd geopend in 1974. Het is de oudste metrolijn in Praag. Tot juni 2004 was het noordelijke eindpunt van de lijn Nádraží Holešovice. Vanaf die datum werd dat Kobylisy. In 2006 is de lijn vervolgens uitgebreid naar Ládví en op 8 mei 2008 uiteindelijk naar het huidige eindpunt Letňany, waarbij gelijktijdig de metrostations Prosek en Střížkov zijn geopend. Hierdoor bedraagt de totale lengte van de lijn 22,7 kilometer. Lijn C heeft 20 stations.